# Mistrzostwa Rumunii w rugby union (1933)
Mistrzostwa Rumunii w rugby union 1933 – osiemnaste mistrzostwa Rumunii w rugby union.
Po sezonie pełnym niespodzianek swój pierwszy tytuł mistrza Rumunii zdobyła założona w 1927 roku drużyna Poșta Telegraf Telefon București.